# Romel De Silva
Romel De Silva est un acteur, écrivain et comédien de Los Angeles.

## Filmographie

### Cinéma
- 2017 : Vikes : Ber
- 2021 : Il est trop bien : Sebastian Woo[1]

### Télévision
- 2011 : Supah Ninjas : Milton (2 épisodes, non crédité)
- 2012 : Heavenly Help : client #3
- 2012 : Fred 3: Camp Fred : campeur / l'enfant du bus (non crédité)
- 2012–2013 : Part-Time Fame : Pat / Patrick 'Picard' Lee (14 épisodes)
- 2013 : The Office : l'enfant philippin
- 2013 : Arrested development : Trang
- 2015 : Glee : l'élève en surpoids
- 2015 : Grace et Frankie : un homme
- 2016 : Grey's Anatomy : le patient terrifié
- 2016 : Baskets : un serveur
- 2016 : Esprits criminels : Josh
- 2017 : Making History : un élève
- 2018 : Jane the Virgin : un élève
- 2018 : The Middle : Coéquipier d'appel de Londres
- 2018 : Light as a Feather : le photographe
- 2018 : Splitting Up Together : ami #2
- 2018 : Heathers : Kyle (10 épisodes)
- 2018 : Angie Tribeca : Richard
- 2019 : American Princess : Goodman Lewis (2 épisodes)
- 2019 : Sorry for Your Loss : Barnaby
- 2019 : People Just Do Nothing (téléfilm) : Nathan
- 2020 : Stumptown : Mo Chen